# Hugo Natteri
Hugo Natteri (Lima, Perú, 25 de junio de 1934 - Grosseto, Italia, 25 de febrero de 2004) fue un exfutbolista peruano que jugaba de extremo.

## Trayectoria
Inició jugando en su país natal, Perú, donde pasó por el Sport Polar de su ciudad natal. Debutó en la Primera División del Perú con el club Deportivo Municipal en 1953, tanto así que fue llamado a la Selección Nacional Sub-20 el año siguiente, en preparatorias para el Campeonato Sudamericano 1954 de Venezuela, donde finalmente fue convocado. Estuvo un tiempo cedido en el Sporting Tabaco.
En 1956 el Inter de Milán le compra el pase al Deportivo Municipal, jugó solo un par de amistosos, no llegando a debutar en la liga local, fue cedido al Alessandria, con el que debutó en la Serie A en la temporada 1957-58, después pasó por varios clubes de la Serie A y Serie B. En las seis carreras totales celebradas en la máxima categoría, Natteri no ofreció actuaciones particularmente convincentes, teniendo muchos altibajos. Finalmente decidió retirarse del futbol profesional con el Grosseto en la temporada 1964-1965.
En el fútbol de Italia jugó 156 partidos, marcando 24 goles.
Luego de jubilarse, se quedó a radicar en la ciudad de Grosseto con su familia. Entrenó equipos amateurs (el Barbanella y el Grosseto femenil), también fue restaurador y comerciante.

## Estadísticas

### Clubes
| Club                | País   | Año         |
| ------------------- | ------ | ----------- |
| Deportivo Municipal | Perú   | 1953 − 1954 |
| Sporting Tabaco     | Perú   | 1955        |
| Deportivo Municipal | Perú   | 1956        |
| Inter de Milán      | Italia | 1956 − 1957 |
| US Alessandria      | Italia | 1957 − 1958 |
| Pescara             | Italia | 1958 − 1961 |
| Rimini F.C.         | Italia | 1961 − 1962 |
| US Grosseto         | Italia | 1962 − 1965 |